# Kristina Gyllenstierna (staty)

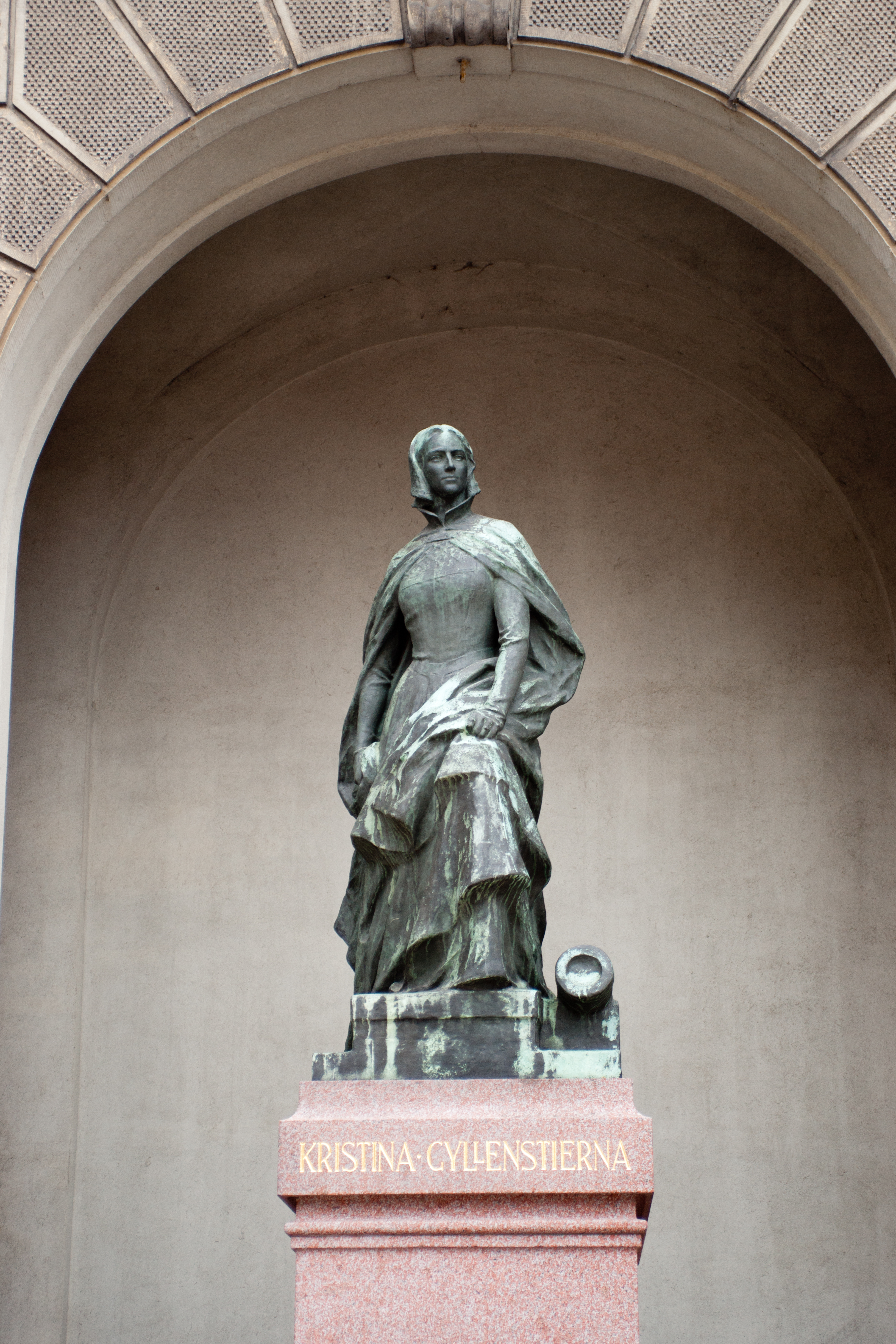
Kristina Gyllenstiernas staty

Kristina Gyllenstiernas staty är en skulptur av Kristina Gyllenstierna skapad av bildhuggaren Teodor Lundberg på Yttre borggården på Kungliga slottet i Stockholm och avtäckt den 16 november 1912.
Statyn var den första offentliga kvinnostatyn i Sverige.

## Bakgrund
Stockholms stad beslöt att tillsätta en statykommitté för att hedra Stockholms försvarare, Kristina Gyllenstierna, med en offentlig staty. Kommittén gav uppdraget åt Teodor Lundberg, som skapade en modell i gips. Platsen som bestämdes blev den Yttre borggården på Stockholms slott, som var den plats som Kristina Gyllenstierna hade försvarat mot Kristian II 1520. Kung Gustaf V gav sin tillåtelse till placering.

## Utseende
Statyn skapades av Lundberg och är gjuten i brons. Statyn göts av Otto Meyer på Meyers konstgjuteri. Statyn står på ett postament i svensk granit. Statyn föreställer Kristina Gyllenstierna då hon stående på krönet av muren som omgav Slottet Tre Kronor tar befälet över slottet och dess försvar. Nedanför henne till höger syns mynningen på en kanon. Kristina bär en hätta på huvudet och är iklädd en vid kappa, som hennes vänstra hand håller i ett fast grepp över vänstra benet. Hon står på ett postament i granit, som bär en inskription med hennes namn.

## Avtäckningen den 16 november 1912[2]
Statyn avtäcktes under högtidliga former den 16 november 1912, vilket var 400-årsdagen av hennes vigsel med Sten Sture den yngre. Statyn invigdes av kung Gustaf V. Först hölls högtidstalet av statykommitténs vice ordförande Lizinka Dyrssen, varefter kungen bad att täckelset skulle falla. Därefter följde fanfarer och en sångkör sjöng Hör oss Svea och Stå stark. Därefter nedlades ett flertal kransar vid statyn, bland annat från Svenska Kvinnors Nationalförbund.
I sitt tal sade Dyrssen bland annat:
| ” | Svenska män och kvinnor ha med värme och redobogen offervillighet omfattat tanken att i huvudstaden resan en stod att därmed hugfästa minnet av Kristina Gyllenstierna. Den snabbhet, varmed denna tanke omsatts i handling visar att svenska folkets tacksamhet och vördnad inför minnet av dem, som offrat sig för landets bästa, städse fortleva. | „ |

Vid ceremonien deltog den kungliga familjen, ledamöterna i regeringen under statsminister Karl Staaff, överståthållare Johan Ramstedt, representanter för ätten Gyllenstierna samt många hundra deltagare.
Efter invigningen av statyn höll Föreningen för Stockholms fasta försvar en festföreställning på Svenska teatern.